# Tamás Petres
Tamás Petres (né le 3 septembre 1968 à Székesfehérvár en Hongrie) est un ancien joueur, et désormais entraîneur de football hongrois.
Attaquant, il a terminé la saison 1988-89 avec le titre de meilleur buteur du championnat de Hongrie avec 19 buts.